# Heliconius nigropunctulatus
Heliconius nigropunctulatus är en fjärilsart som beskrevs av Johann August Ephraim Goeze 1779. Heliconius nigropunctulatus ingår i släktet Heliconius och familjen praktfjärilar. Inga underarter finns listade i Catalogue of Life.